# Поспішний (фрегат, 1821)
«Поспішний» (рос. «Поспешный») — 44-гарматний вітрильний фрегат Чорноморського флоту Російської імперії, активний учасник російсько-турецької війни 1828—1829 років.

## Історія
Закладений у Миколаєві 10 лютого 1820 року, головний будівник — корабельний майстер 6-го класу А. І. Меліхов. Після спуску на воду 2 листопада 1821 року увійшов до складу Чорноморського флоту Російської імперії і в 1822 році перейшов до Севастополя.
У 1823, 1824 і 1826 роках з ескадрою перебував у практичних плаваннях Чорним морем, у 1826 і 1827 роках крейсував біля берегів Абхазії.

### Російсько-турецька війна
21 квітня 1828 року разом з ескадрою віцеадмірала О. С. Грейга вийшов із Севастополя і 2 травня прийшов до Анапи. 3 і 7 травня вів вогонь по фортеці, а з 9 до 19 травня крейсував між Анапою та Геленджиком, після чого, ставши проти фортеці, обстрілював її протягом трьох днів. Сам корабель від вогню у відповідь отримав 34 пробоїни, а також пошкодження рангоута і такелажу. Після капітуляції Анапи «Поспішний» доставив до Керчі полонених турків, після чого прибув до Севастополя.
14 липня фрегат з'єднався з флотом, який перебував біля Коварни, з 17 липня до 5 серпня крейсував до протоки Босфор.
28 липня 1828 року за допомогою гребних суден спалив турецьке судно, а два судна взяв у полон. 5 серпня разом з двома полоненими турецькими суднами прибув до Варни, де стояв російський флот. Командир «Поспішного» Л. І. Черніков доніс, що 28 липня, оглянувши Костянтинопольську протоку й узявши курс до Інади він, під час проходу укріпленого міста Мідії, помітив під його стінами два турецькі судна. Після настання ночі Черніков відправив для їхнього абордування два озброєних катери, які, незважаючи на рушничний вогонь і на гарматні постріли з укріплень, пристав до ворожих суден і захопив їх, але зміг вивести лише одне. Інше ж, закріплене канатом за підводну частину керма, був вимушений затопити.
Після приведення полоненого судна Черніков продовжував шлях до Інади, де побачив два турецьких судна, що стояли на рейді: одне під військовим, а інше під купецьким прапорами. Судна, обрубавши канати, розташувалися під самими батареями. Вирішивши захопити судно під військовим прапором, Черніков направив баркас і катер, які із настанням темряви спрямували до турецького корабля. Підходячи до нього, загін опинився під перехресним вогнем із батарей і пострілами з двох гармат, що були на судні, але змогли підійти до суден, які турки покинули, перейшовши на берег.
У складі ескадри капітана 1-го рангу М. Д. Критського 17 серпня фрегат підійшов до фортеці Інада і взяв участь у придушенні вогнем батарей турків і висадці десанту. Незважаючи на сильний вогонь із фортеці, фрегату вдалося зайняти місце в диспозиції на картечний постріл від батарей ворога. У цьому бою фрегат отримав 11 пробоїн, а його капітан, Лаврентій Іванович Черніков, 30 серпня був нагороджений орденом Святого Георгія IV ступеня.
З 25 серпня до 10 вересня 1828 року корабель перебував у крейсерстві в районі Босфору, був пошкоджений під час шторму. 19 вересня «Поспішний» прийняв на борт поранених, яких перевіз із Варни до Одеси, після чого пішов для ремонту в Севастополь.
Після ремонту, 28 березня 1829 року фрегат у складі загону перейшов із Севастополя до Сизополя, де стояв російський флот. У квітні фрегат крейсував біля Босфору, а 24 квітня з'єднався із загоном капітана 1-го рангу І. С. Скаловського, разом із яким пройшов уздовж анатолійського берега.
5 травня біля Ачкесара вогнем з «Поспішного» було знищено турецький 26-гарматний корвет, який готувався до спуску на воду. Разом з іншими кораблями російського флоту брав участь в потопленні турецького лінійного корабля, який сів на мілину. Під час бою отримав 19 пробоїн і 52 інших пошкодження. 11 травня фрегат із загоном знову повернувся до Сизополя, де з'єднався з основним флотом і до 25 серпня ще п'ять разів виходив у крейсерство до Босфору. 25 травня «Поспішний» з'єднався з флотом і доніс, що на шляху з Пендараклії захопив турецьке купецьке судно, але через його ветхість і тихість ходу, після зняття з нього екіпажу, його було спалено.
21 липня загін на чолі з «Поспішним» підійшов до Василика, де висадив десант, який без бою взяв місто. Через три дні загін прийшов до Агатополя, придушив вогнем батареї і висадив десант, який також захопив місто. 7 серпня загін обстріляв Інаду, а висаджений десант захопив фортецю.
7 вересня 1829 року «Поспішний» привіз до Бургаса захоплену в Агатополі призначену для болгарських повстанців зброю. Також доставив до Сизополя з Мідії поранених і захоплені гармати турків. 12 жовтня фрегат вийшов із Сизополя з депешами в Одесу, а потім прибув до Севастополя.

### Після війни
З 1830 року корабель займав у Севастополі брандвахтенний пост і в 1839 році був розібраний.

## Командири
- Й. І. Сулима (1822—1826);
- І. Ф. Рєзанов (1827);
- Л. І. Черніков (1828);
- Г. І. Немтінов (1828 — 26 травня 1829);
- О. І. Казарський (26 травня — 17 липня 1829);
- Є. І. Колтовський (17 липня — 5 вересня 1829);
- П. М. Вукотич (5 вересня 1829 — 1839).